# كارين يونغ (مغنية)
كارين يونغ (بالإنجليزية: Karen Young)‏ هي مغنية بريطانية، ولدت في 13 أبريل 1946 في شفيلد في المملكة المتحدة.

## وصلات خارجية
- كارين يونغ على موقع ميوزك برينز (الإنجليزية)
- كارين يونغ على موقع أول ميوزيك (الإنجليزية)
- كارين يونغ على موقع ديسكوغز (الإنجليزية)